# أحمد بن المأمون البلغيثي
أحمد بن مأمون البلغيثي العلوي الحسني (1348هـ - 1929م)، أبو العباس، قاضٍ من أدباء المالكية، وقد كانت ولادته وحياته ووفاته في فاس. وُلي قضاء مدينة الصويرة والدار البيضاء ومكناسة الزيتون. وقد رحل إلى المشرق لطلب العلم ثلاث مرات.

## من كتبه
1. تنسيم عبير الأزهار بتبسم ثغور الأشعار. (شعر في مجلدين)
2. الابتهاج بنور السراج. (جزآن)
3. حسن النظرة في أحكام الهجرة.
4. مجلي الحقائق فيما يتعلق بالصلاة على خير الخلائق.
5. تحبير طرسي بعبير نفسي. (تحدث فيه حول نشأته وأطوار حياته وشيوخه، ولم يتمه)
6. النوازل الفقهية.
7. أورد القباج. (مختارات من نظمه).